# مارغريت تشونغ
مارغريت تشونغ (بالصينية: 張 瑪 珠)‏ هي طبيبة أمريكية، ولدت في 2 أكتوبر 1889 في سانتا باربارا في الولايات المتحدة، وتوفيت في 5 يناير 1959 في سان فرانسيسكو في الولايات المتحدة.